# 谷中 (台東區)

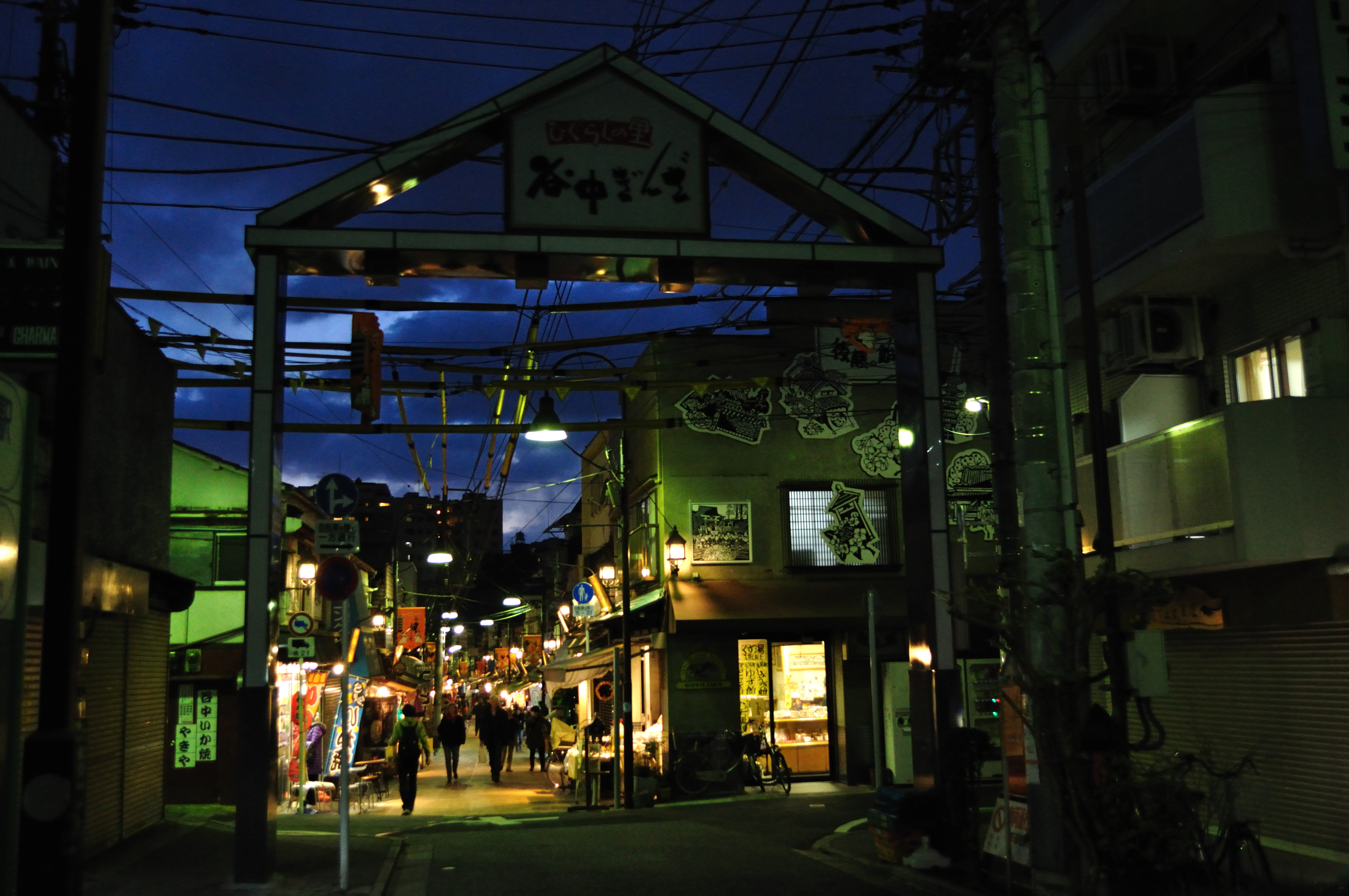
黃昏時的谷中銀座商店街入口

谷中（日语：／ Yanaka */?）是東京都台東區的地名。現行行政地名為谷中一丁目至七丁目。郵遞區號110-0001。

## 地理
屬台東區下谷地域。東至JR山手線、北至道灌山通、西至不忍通、南至上野公園。雖然在上野戰爭中受到波及，但關東大地震與第二次世界大戰未造成太嚴重的災情，保留一些舊時的街道與建築。谷中町內多寺院，有「寺町」之稱。

## 歷史
舊武藏國豐島郡谷中村。

### 地名由來
位於上野與本鄉二台地之間的谷地而得名。

### 沿革
- 江戶時代，上野寛永寺建成之後，其子院陸續在谷中成立。後因幕府政策，慶安年間（1648年〜1651年）神田附近許多寺院開始遷移，明曆大火（1657年）後燒毀的寺院尋找新寺地。隨著本地寺院與遊客增加，此地逐漸發展成江戶庶民的行樂地。
- 政府軍與彰義隊之間的上野戰爭（1868年）造成多間寺院燒毀。明治時代，上野編入下谷區。
- 1947年，成立台東區。
- 1996年，為NHK晨間小說連續劇《向日葵》（主演：松嶋菜菜子）的舞台。

## 交通
最近的車站為JR、京成線日暮里站，地下鐵千代田線千駄木站、同線根津站。

## 名所、古蹟、名產

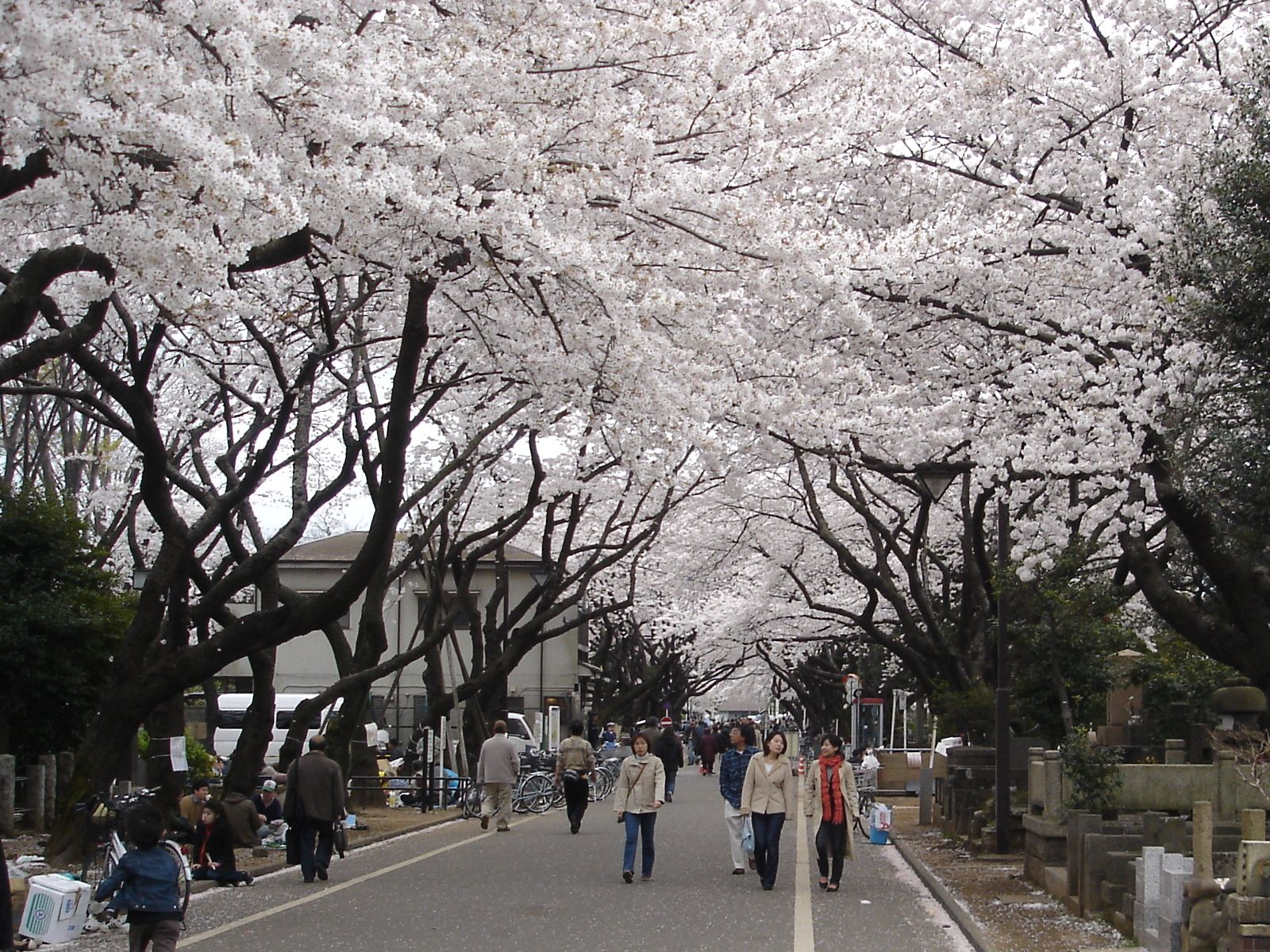
谷中靈園

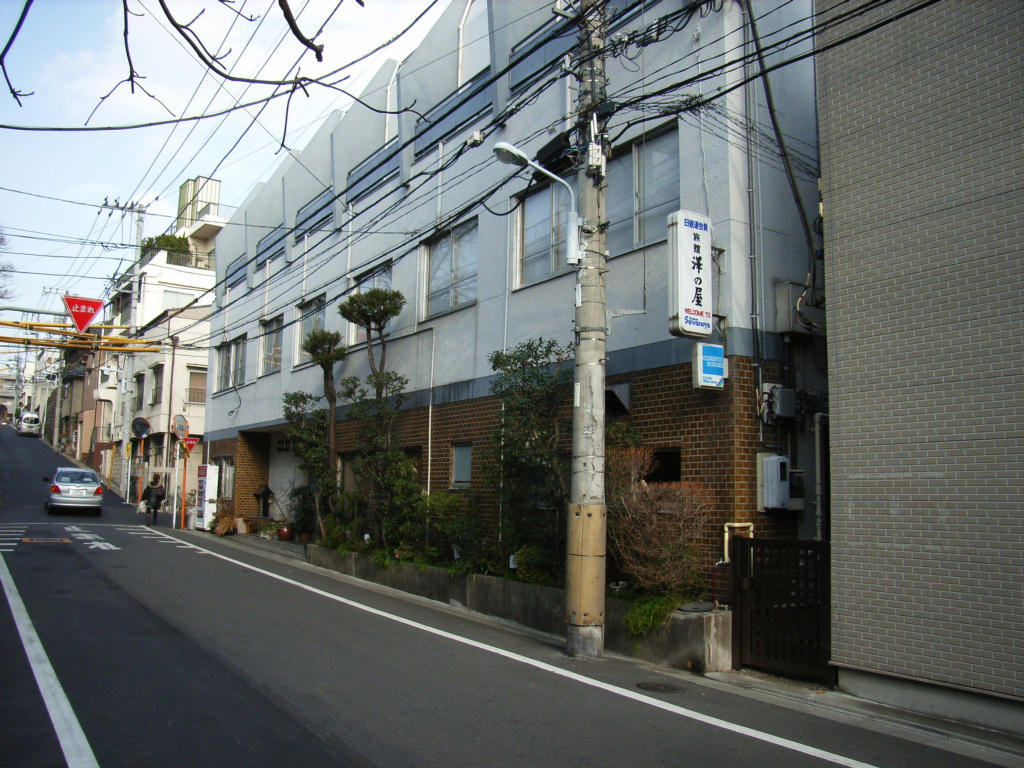
澤之屋旅館

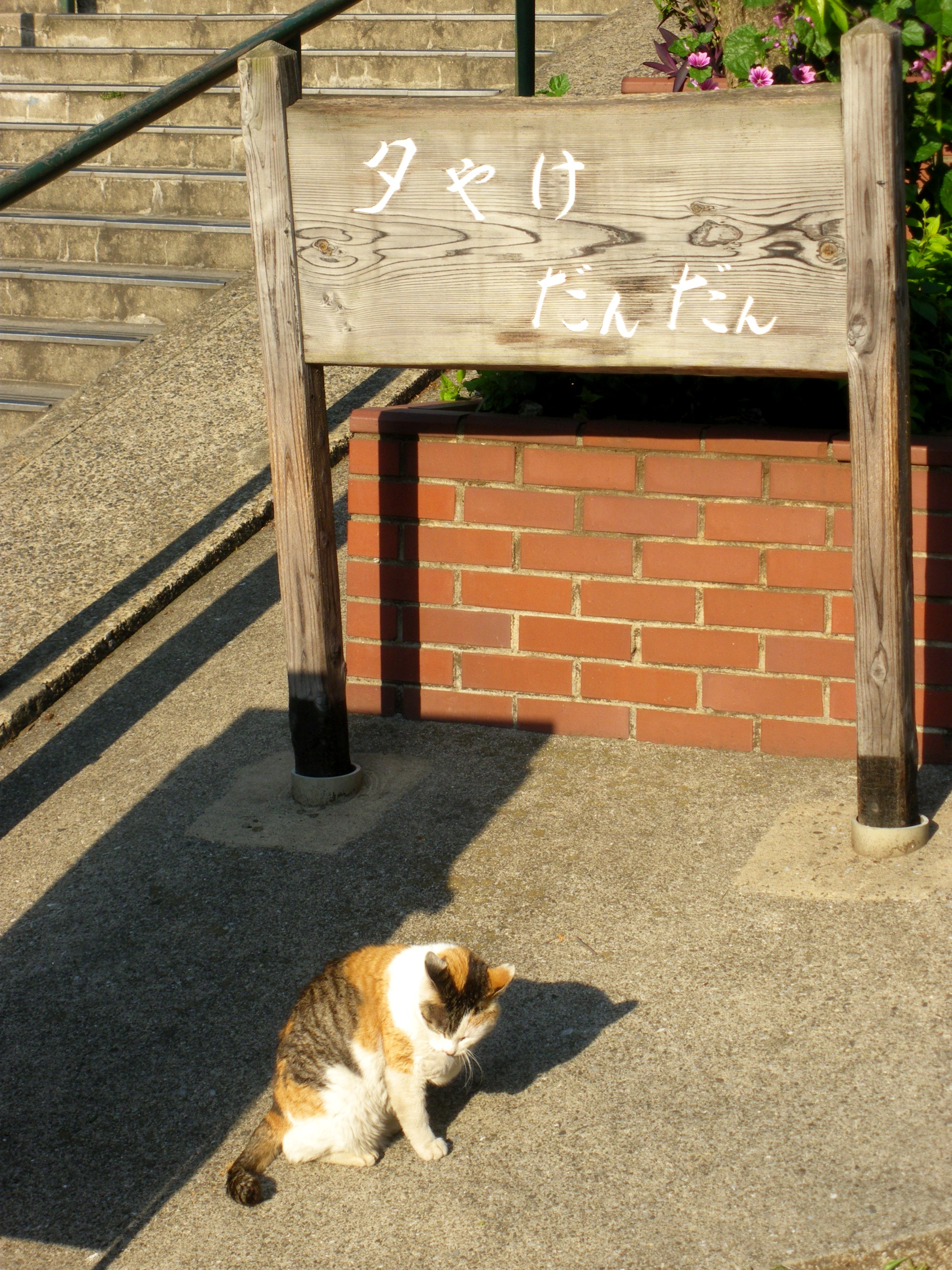
夕陽階梯

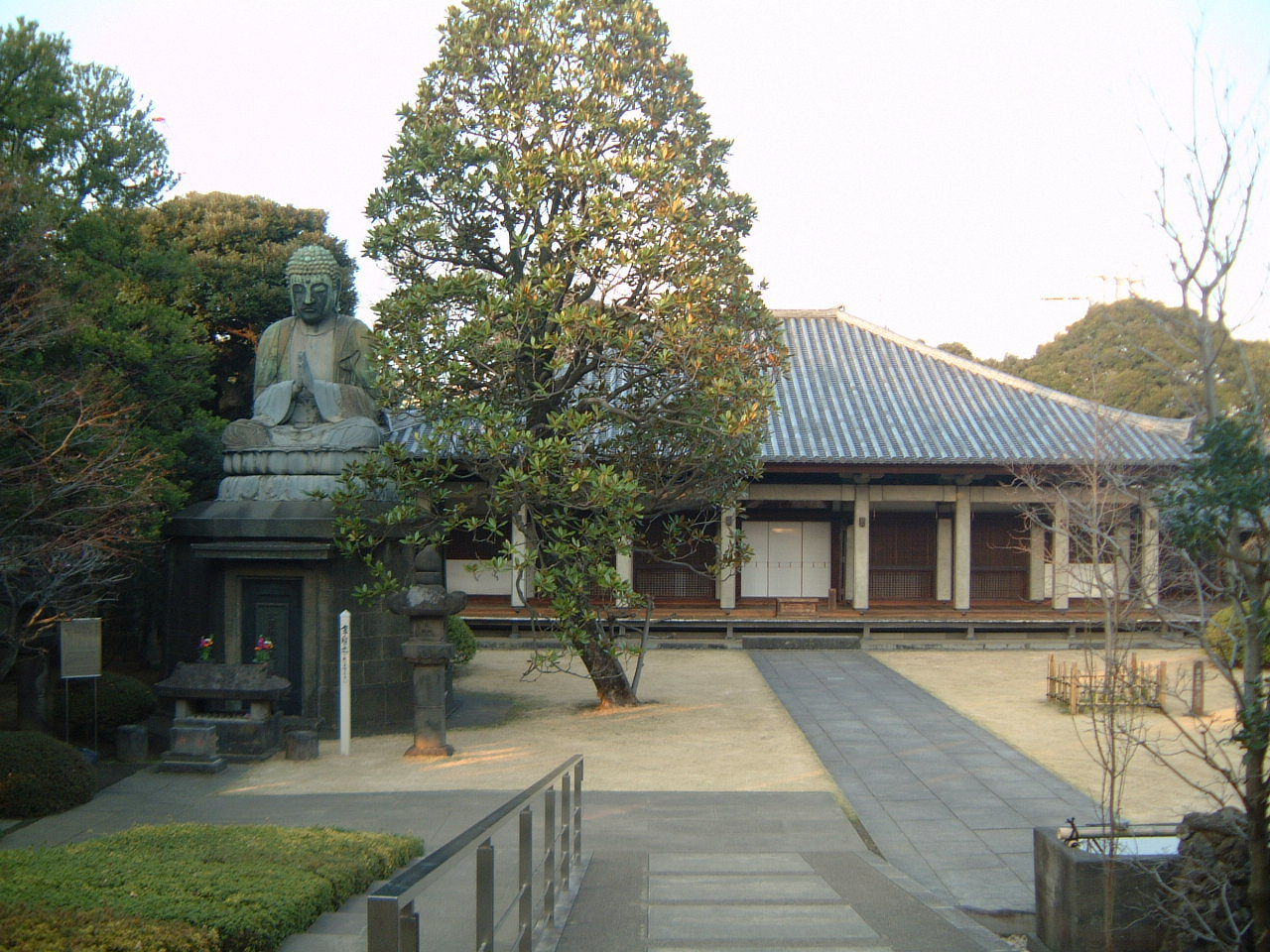
天王寺 (台東區)

- 天王寺
幸田露伴代表作《五重塔》的原型。
- 谷中靈園
鏑木清方、佐佐木信綱、澀澤榮一、德川慶喜、日本的聖尼古拉、長谷川一夫、鳩山一郎、橫山大觀等人的墓所，也是賞櫻名所。
- 谷中生姜
江戶時代，谷中為農村，是知名的生姜（葉生姜）產地。現在已無生產。
- 澤之屋旅館
- 夕陽階梯（夕やけだんだん）
JR日暮里站往谷中銀座商店街途中的一小段階梯。許多稱作谷中猫的野貓在此跟觀光客要食物與曬太陽。
- 朝倉雕塑館

## 備註
1. ↑  住民基本台帳による町丁名別世帯人口数 平成２５年８月１日現在[]

## 外部連結
- 台東區官方網站
- 谷中銀座（页面存档备份，存于）（谷中銀座商店街振興組合官方網站）
- 谷中網站 （ISO-2022-JP)
- 澤之屋旅館（页面存档备份，存于）
- YouTube上的谷中4丁目附近
- 天王寺（页面存档备份，存于）